# (6095) 1991 UU
(6095) 1991 UU (1991 UU, 1957 KH, 1974 QD1, 1977 KT1, 1978 YH1, 1981 UL14) — астероїд головного поясу, відкритий 18 жовтня 1991 року.
Тіссеранів параметр щодо Юпітера — 3,609.